# Angry
Angry (em coreano:  앵그리) é um manhwa (quadrinhos coreanos) feito peor Yoo Kyun Won (roteiro) e Kim Jae Yeo (desenhos) . No Brasil foi publicado em seis edições em formatinho pela Conrad Editora.

## História
É um manhwa de esportes, protagonizado por um jovem turbulento chamado Suk Dong-Min - um juduca autoditario, que, ao entrar em um dojo, consegue vencer em combate todos os adversários e, de quebra, a principal aluna local (Cho Ha-Seo). Isso desperta estranhos sentimentos na moça, que havia prometido casar-se com aquele que a derrotasse, e logo eles passam a morar juntos. Para complicar, surge mais um garoto na história, Yun-Ki, um jovem apaixonado por Cho Ha-Seo, que se torna rival de Suk Dong-Min e está sempre querendo atrapalhar o casal, formando assim uma espécie de triângulo amoroso.